# Learning-by-doing
Learning by doing, att lära genom att göra, begrepp inom pedagogiken, som avser synsättet att lärandet kan fördjupas genom omfattande inslag av färdighetsträning och praktiska tillämpningsuppgifter, exempelvis problemlösningsövningar, laborationer, forskningsprojekt, diskussions- och presentationsuppgifter och yrkespraktik. Begreppet åsyftar det centrala i John Deweys pragmatiska pedagogik inklusive hans betonande av relationen mellan kunskap och handling, hans förslag om laboratorieskola och hans begrepp learning by teaching. Dewey har dock själv inte exakt uttryckt "learning by doing", han skrev istället: "Learn to do by knowing and to know by doing" (I boken Applied Psychology från 1889). 
Synsättet är nära besläktat med Adolph Diesterwegs idéer om elevaktivt arbetssätt och elevaktiv skola. Synsättet har inspirerat pedagogiker som problembaserat lärande och upplevelsebaserat lärande.
Många tror att Robert Baden-Powell skapade detta lärosätt, men det gjorde han inte. Begreppet har däremot, tack vare honom, blivit vanligt inom scoutrörelsen, men har som företeelse kanske funnits så länge som liv funnits både bland människor och djur utan att någon satt ord på det. Det är starkt förknippat med scoutmetoden.